# Фаруффини, Федерико

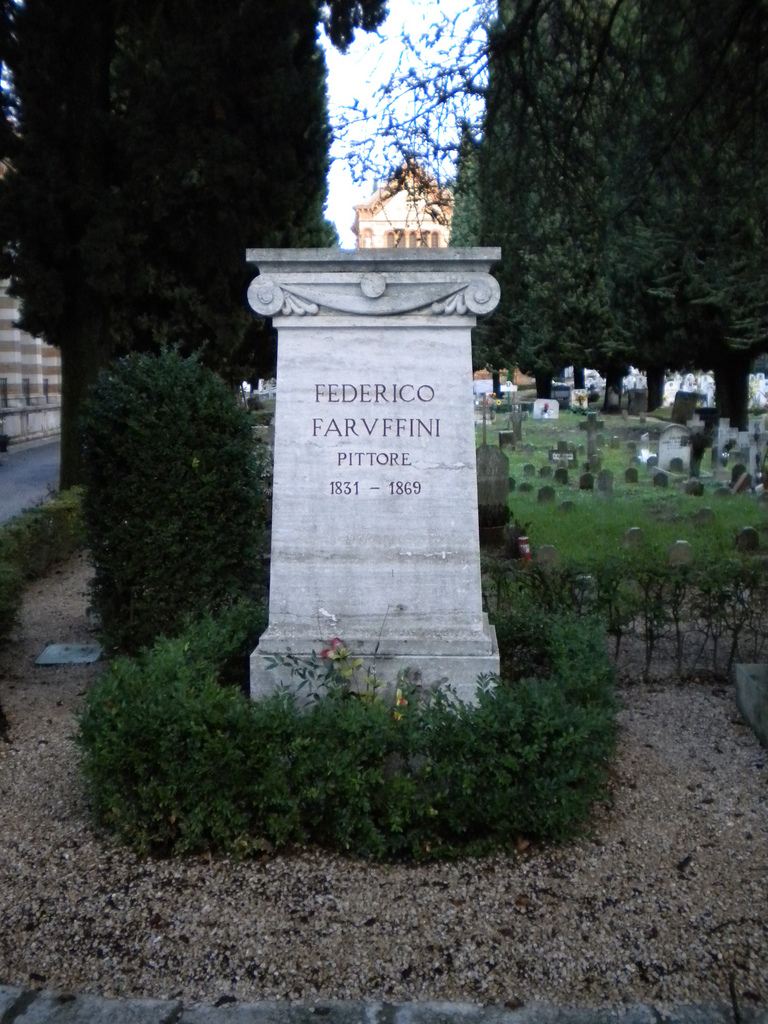
Памятник на могиле Федерико Фаруффини в Перудже

Федерико Фаруффини (итал. Federico Faruffini; 12 августа 1831, Сесто-Сан-Джованни, Ломбардо-Венецианское королевство — 15 декабря 1869, Перуджа) — итальянский художник и гравёр. Представитель ломбардской школы. Член движения скапильятура в живописи XIX века.

## Биография
Учился живописи в Павии у Дж. Трекура, затем в миланской Академии  изящных искусств Брера у Дж. Бертини.
Вместе с Дж. Карновалли работал в Кремоне, изучал живопись венецианских колористов, Корреджо; в 1847—1848, 1855 посещал Рим с Дж. Карновалли.
В 1864 году выставлялся в Академии изящных искусств Брера. За акварель и 4 масляных полотна, созданных и выгравированных им, получил медаль в 1866 г. Его «Мадонна в Ниле» («Жертвоприношение на Ниле») была написана для выставки 1865 года. В 1867 году на Парижском Салоне, художник был награждён первым призом и медалью за картины «Борджиа» и «Гибель Эрнесто Кайроли».
Вместе с Д. Ранцони, Т. Кремона, Дж. Гранди, Дж. Карновалли и другими принадлежал к литературно-художественному направлению «Ломбардская скапильятура».
Покончил с собой 15 декабря 1869 г. в Перудже.

## Творчество
Подобно мастерам «скапильятуры», называвших себя «реалистами» и противопоставлявших грубой прозе действительности, натурализму культ чувства и «абсолютной живописи», Фаруффини тоже не признавал искусства закрытого для голоса фантазии.
Живописная манера Фаруффини, как и всех мастеров этого направления, связана с традициями школ Северной Италии, ломбардской и венецианской культурой. Полотна «Гондола Тициана» (1861, Милан, Галерея современного искусства), «Куницца и Сорделло» (1864, Милан, галерея Брера), «Мадонна в Ниле» (1865, Рим, Нац. галерея современного искусства) исполнены в стиле живописи позднего романтизма, апеллировавшей к сентиментальным чувствам зрителей. Как и все мастера «Ломбардской скапильятуры», изображал людей в интерьерах («Читающая», 1864, Милан, Галерея современного искусства), занятых чтением, музицированием, слушающих музыку. Его «Автопортрет» (Рим, Академия Св. Луки) исполнен энергичными точечными мазками. Используя подобную манеру, художники «скапильятуры» стремились преодолеть академическую выписанность, передать изменения цвета при освещении, найти «музыкальные» цветовые сочетания и адекватно им выразить динамику внутренней жизни портретируемых.

## Галерея

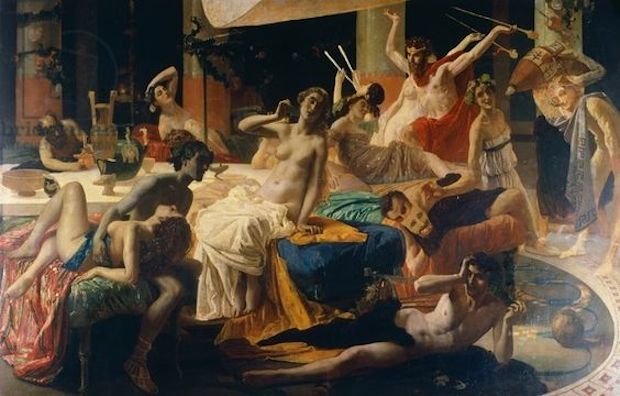
Оргии Мессалины
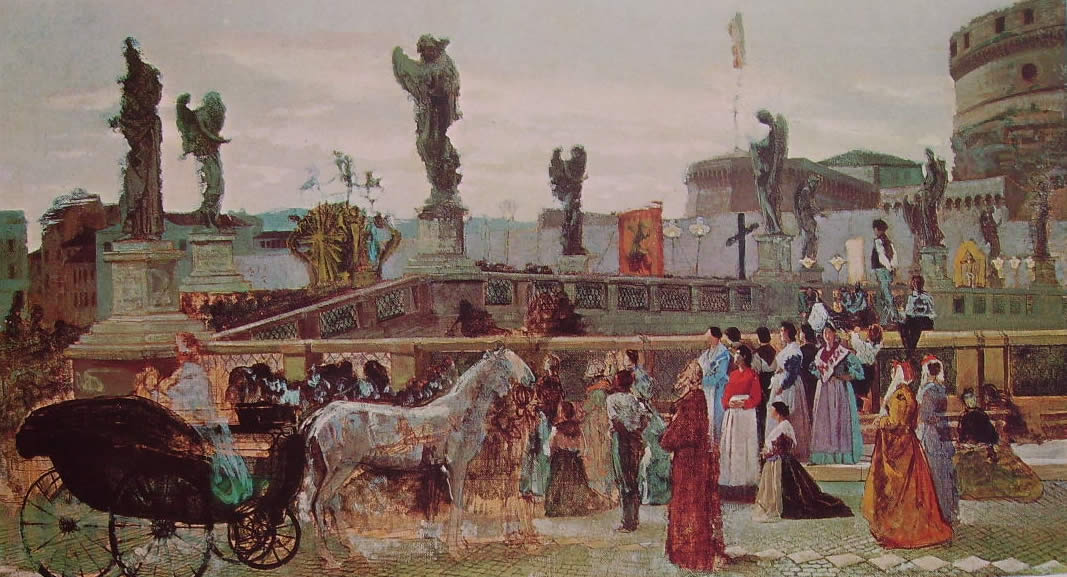
Понте Сан-Анджело
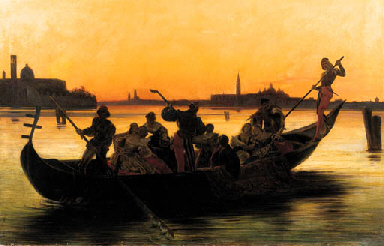
На гондоле
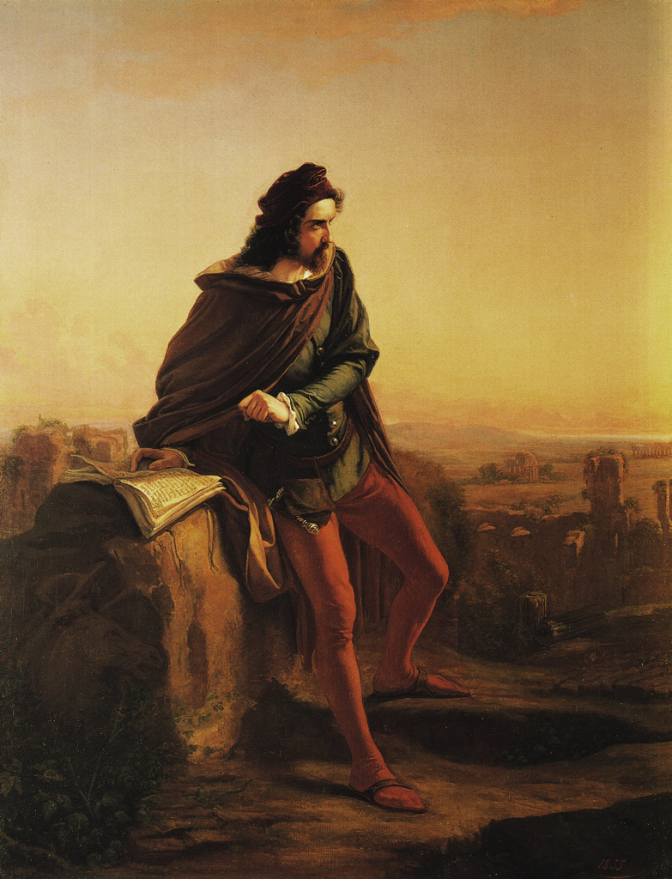
Кола ди Риенцо
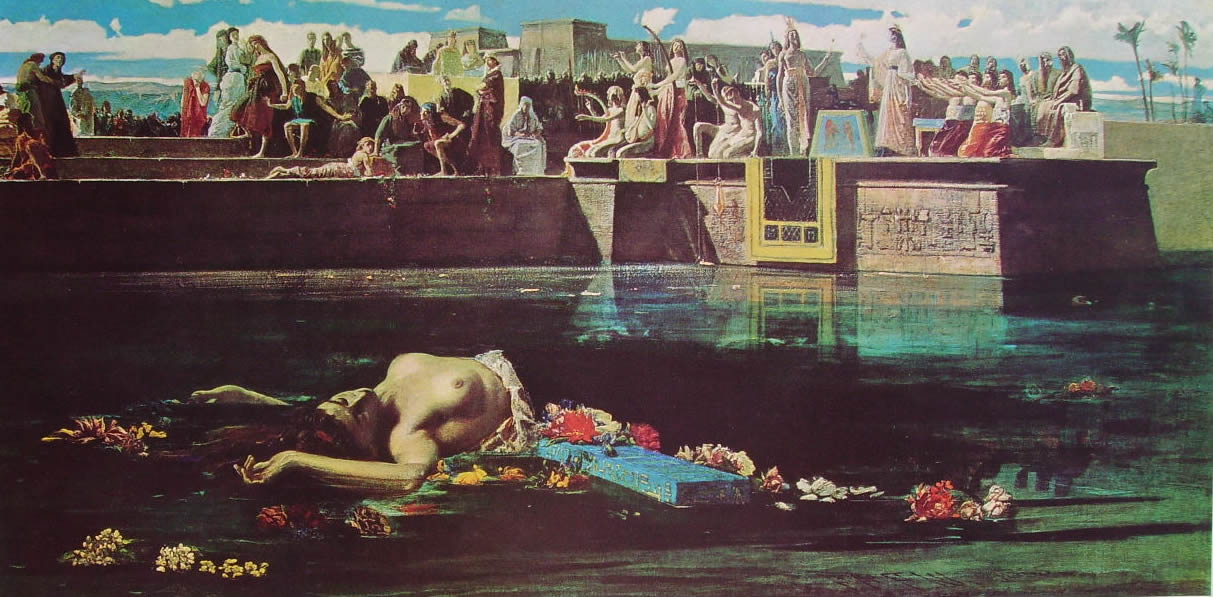
Мадонна в Ниле
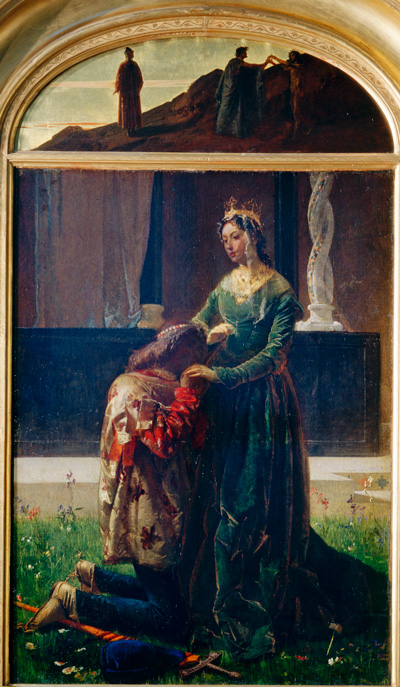
Любовь поэта